# Raffaele Franceschi
Raffaele Franceschi (Milán, 18 de mayo de 1960) es un deportista italiano que compitió en natación. Ganó una medalla de bronce en el Campeonato Europeo de Natación de 1983 en la prueba de 4 × 200 m libre.

## Palmarés internacional
| Campeonato Europeo | Campeonato Europeo | Campeonato Europeo | Campeonato Europeo |
| Año                | Lugar              | Medalla            | Prueba             |
| ------------------ | ------------------ | ------------------ | ------------------ |
| 1983               | Roma (Italia)      | Medalla de bronce  | 4 × 200 m libre    |